# La Puebla de Arganzón
La Puebla de Arganzón (baskisch Argantzun) ist eine 557 Einwohner (Stand: 2024) zählende Gemeinde (municipio), die historisch und politisch zur Provinz Burgos und zur nordspanischen autonomen Region Kastilien-León gehört. Die Gemeinde bildet gemeinsam mit der Nachbargemeinde Condado de Treviño eine burgalesische Enklave innerhalb der baskischen Provinz Álava.

## Lage und Klima
Der Ort La Puebla de Arganzón liegt an einer von San Sebastián kommenden Nebenstrecke des Jakobswegs auf dem Ostufer des Río Zadorra in ca. 480 m Höhe. Der Ort ist ca. 100 km (Fahrtstrecke) in nordöstlicher Richtung von der Stadt Burgos entfernt; die nächstgelegene kastilische Stadt ist Miranda de Ebro (knapp 18 km südwestlich). Das Klima ist gemäßigt bis warm; Regen (ca. 785 mm/Jahr) fällt übers Jahr verteilt.

## Bevölkerungsentwicklung
| Jahr      | 1857 | 1900 | 1950 | 2000 | 2017 |
| Einwohner | 762  | 600  | 606  | 383  | 502  |

Die Mechanisierung der Landwirtschaft und die Aufgabe bäuerlicher Kleinbetriebe haben seit der Mitte des 20. Jahrhunderts zu einem deutlichen Rückgang der Einwohnerzahlen geführt, der sich jedoch seit Beginn des 21. Jahrhunderts ins Gegenteil verkehrt hat. Zur Gemeinde gehört auch der nur noch etwa 5 Einwohner zählende Weiler (pedanía) Villanueva de la Oca.

## Wirtschaft
Die für spanische Verhältnisse durchaus regenreiche Region ist seit Jahrhunderten ganz wesentlich von der Landwirtschaft geprägt. Seit den 1960er Jahren spielt der innerspanische Tourismus in Form der Vermietung von Ferienwohnungen (casas rurales) eine zunehmende Rolle im Wirtschaftsleben.

## Geschichte
Auf dem Gemeindegebiet gibt es einige Höhlen, in denen prähistorische Kleinfunde entdeckt wurden. Keltische, römische, westgotische und selbst maurische Spuren fehlen jedoch. Der erste dokumentierte Nachweis des Ortes scheint aus dem Jahr 871 zu stammen. Unter Alfons VIII. (reg. 1158–1214) kam das Gebiet zum Königreich Kastilien und kam im 14. Jahrhundert unter die Grundherrschaft (señorio) des Hauses Velasco, das seit dem Jahr 1492 den Herzogstitel innehatte; es gehörte niemals zur benachbarten Grafschaft Treviño, mit der zusammen es eine burgalesische Exklave innerhalb der baskischen Provinz Álava bildet.

## Sehenswürdigkeiten

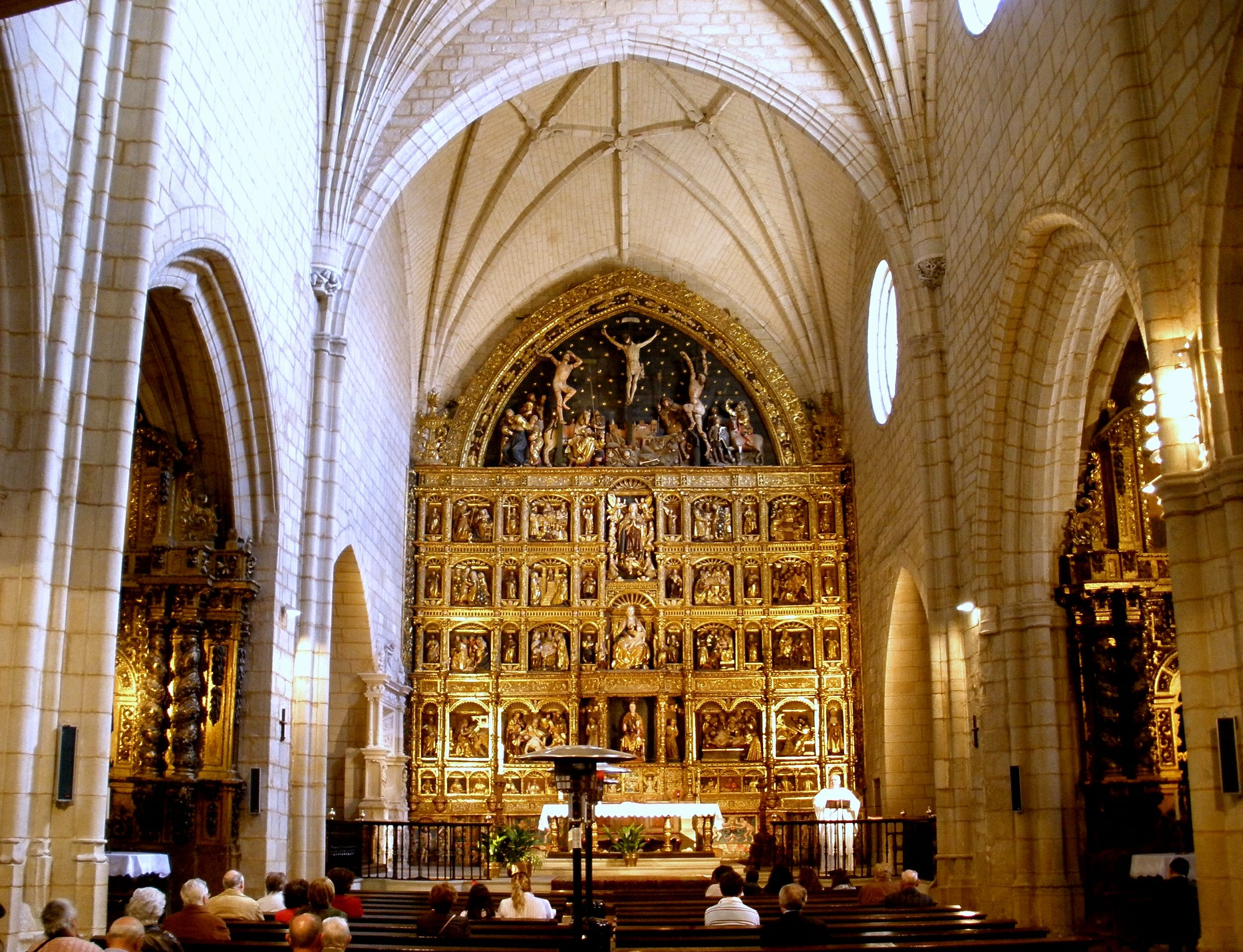
Iglesia de Nuestra Señora de la Asunción – Chor mit Altarretabeln

- Von der viertorigen mittelalterlichen Stadtmauer sind nur noch geringe Reste erhalten.
- Eine mittelalterliche Gefälle-Brücke überquert den Río Zadorra.
- Mehrere Häuser des Ortes zeigen steinerne Wappenschilde.
- Die Iglesia de Nuestra Señora de la Asunción ist der Himmelfahrt Mariens geweiht. Mit dem Bau der dreischiffigen Hallenkirche wurde Ende des 15. Jahrhunderts begonnen; beide Portale zeigen deutliche Anklänge an die Spätgotik. Das Sterngewölbe des Mittelschiffs übertrifft die einfacheren Gewölbe der Seitenschiffe deutlich; alle drei Apsiden schließen flach. Der in zahlreiche Felder unterteilte Renaissance-Schnitzaltar aus dem Jahr 1535 zeigt Szenen aus dem Marienleben und endet in einer eindrucksvollen Kreuzigungsgruppe mit gemaltem Sternenhintergrund.[5]

Umgebung
- Das spätmittelalterliche Hospital de Santiago steht außerhalb der ehemaligen Stadtmauer an einer Nebenstrecke des Jakobswegs.[6]
- Vom ca. 4 km entfernten Castillo de Arganzón ist eigentlich nur noch der Bergfried (torre del homenaje) zu sehen.[7]